# Промышленный шредер

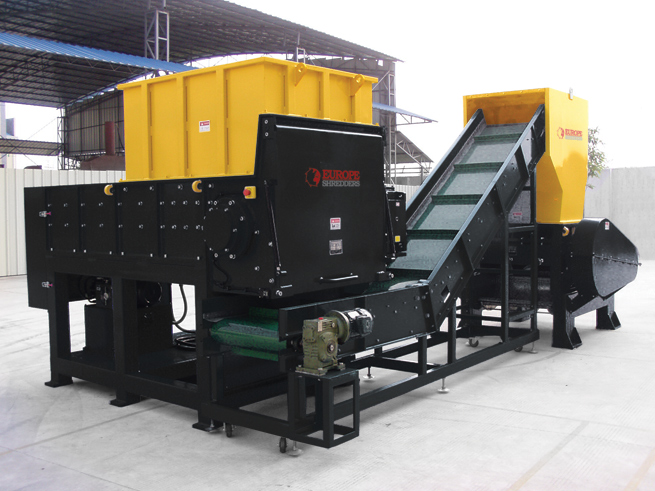
Промышленный шредер

Одновальный шредер — это гидравлическая система, которая продвигает перерабатываемый материал на вращающийся ротор, оснащенный лезвиями. Размер фракции зависит от экрана (сито), установленного под режущим блоком. В зависимости от размера ячеек экрана величина измельченной фракции может составлять от 15 до 100 мм.

## Принцип работы
Подача материала в приемный бункер шредера может осуществляться как вручную, так и механически. Гидравлический подпрессовщик прижимает поступающий материал к валу с зубцами. На этом этапе происходит измельчение. Сила давления гидравлического подпрессовщика регулируется автоматически и зависит от степени сопротивления материала вращению основного вала. В случае возникновения перегрузки и предельного давления на режущий вал подпрессовщик автоматически прекращает подачу материала.
Далее измельченный материал попадает на экран с ячейками определенного размера, задающими величину фракции. Куски, оказавшиеся крупнее ячеек, возвращаются к режущему ротору.

## Необходимые технические параметры
Благодаря специальным сварным элементам из высокопрочной стали основной зубчатый вал является крайне износоустойчивым. Наличие внутри основного режущего вала большого количества зубцов и специальных воздухсодержащих охлаждающих полостей способствует равномерному распределению тепла по всей системе, что предупреждает появление разрушающего металл перегрева отдельных частей шредера. Режущие зубцы являются заменяемыми, так как они имеют винтовые крепления, фиксирующие их на валу.
Привод основного вала осуществлен параллельной передачей, а держатель движущих элементов монтируется на специальных противоударных и противовибрационных элементах, что способствует более надежной и долговечной работе шредера.